# Tar-Súrion
Tar-Súrion es un personaje ficticio del legendarium del escritor británico J. R. R. Tolkien. Es un Dúnadan, hijo de Tar-Anárion. Nació en el 1257 de la Segunda Edad del Sol en la isla de Númenor.
Recibió el cetro de manos de su padre en el 1394 S. E., convirtiéndose de este modo en el noveno rey de Númenor. Cedió el trono a su primogénita Tar-Telperiën en el 1556 S. E. Murió en el 1573 S. E.

## Etimología
Los reyes de Númenor tomaban sus títulos en la lengua quenya desde su fundación, aunque años después, Ar-Adûnakhôr, el vigésimo rey, prohibió el uso de las lenguas élficas en el reino y adoptó su título en adûnaico, la lengua númenóreana. El nombre de Súrion puede traducirse de diferentes formas, según el significado de los términos que lo componen:
- Súr- aparece como súrinen en el poema «Namárië» y significa «viento».
- ‘Viento’ también se dice vaiwa, que produciría «Tar-Vaivarion».

Por lo tanto el nombre puede significar «El hijo del viento» o «El de origen incierto».